# 松岡“matzz”高廣
松岡“matzz”高廣（まつおか マッツ たかひろ）は、日本の打楽器奏者・DJ。

## 経歴
東京都出身。2015年までジャズバンドquasimodeのメンバーとして活動していた。バンドが無期限の活動休止に入ってからは、ジャズヴァイオリニストである寺井尚子のバンドや、斎藤タカヤと立ち上げた音楽プロジェクト「(get his) DoooD」の一員として国内外で活動。
また、DJとしてのキャリアも有しており、これまでに「SPUNKY!」「AFRO CUBAN BLUE」などのアルバムをリリースした。
その他にも、アパレルブランド「montyacc」を主催するなど、多彩な分野で活躍している。

## 出演
- NHK Eテレ 資格☆はばたく（テーマ曲を担当）
- NHK Eテレ シャキーン!